# 砂川国夫
砂川国夫（すながわ くにお、1970年 - ）は、沖縄県平良市西仲（現・宮古島市平良字西仲）出身の元民謡歌手である。主に自身の生まれ島である宮古島の民謡（宮古民謡）を歌っていた。
影響を受けた唄者は、里国隆（奄美大島出身）、山里勇吉（石垣島出身）としている。

## 作品
- マキシシングル
  - なりやまあやぐ c/w 豊年の歌 家庭和合（2009年11月15日）

| スタブアイコン | サブスタブ | この項目は、まだ閲覧者の調べものの参照としては役立たない、歌手に関連した書きかけの項目です。この項目を加筆・訂正などしてくださる協力者を求めています（P:音楽/PJ:芸能人）。 |